# 메이펜

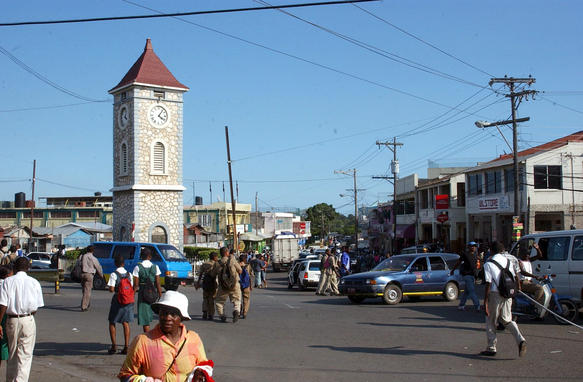
메이펜

메이펜(May Pen)은 자메이카의 도시로 미들섹스주 클래런던구의 행정 중심지이다.